# Алу (Шарант)
Алу (фр. Alloue) насеље је и општина у западној Француској у региону Поату-Шарант, у департману Шарант која припада префектури Конфолан.
По подацима из 2011. године у општини је живело 542 становника, а густина насељености је износила 11,65 становника/km². Општина се простире на површини од 46,54 km². Налази се на средњој надморској висини од 116 метара (максималној 231 m, а минималној 136 m).

## Демографија
| 1962. | 1968. | 1975. | 1982. | 1990. | 1999. | 2011. |
| ----- | ----- | ----- | ----- | ----- | ----- | ----- |
| 713   | 818   | 758   | 649   | 599   | 531   | 542   |

График промене броја становника у току последњих година